# 拉米伊之战
1706年5月23日爆发的拉米伊之战，是西班牙王位继承战争期间的一场战斗。对于大同盟成员奥地利、英格兰与荷兰共和国而言，这场战斗是在1705年对法国国王路易十四的波旁军队展开的一系列非决定性战役之后发生的。虽然同盟军在那一年占领了巴塞罗那，但他们被迫放弃了在摩泽尔河的战线、在西属尼德兰受阻并在意大利北部战败。尽管对手遭受挫折，路易十四仍然希望达成和平，但条件必须是合理的。因此，为了保持他们的势头，法国及其盟友在1706年发动了攻势。
路易十四的将领们在这场军事行动中有着良好的开端：在意大利，旺多姆元帅于4月的卡爾奇納托戰役中击败了奥地利人；而在阿尔萨斯，维拉尔元帅则迫使巴登藩侯退回了莱茵河东岸。在这些前期胜利的鼓舞下，路易十四敦促维勒鲁瓦元帅在西属尼德兰发动进攻，一旦胜利，就会获得“公平”的和谈筹码。为此，法国元帅率领60000大军从鲁汶出征，向蒂嫩进发，似乎要威胁佐特莱乌。英荷联军总司令马尔伯勒公爵同样决心大干一场，他在马斯特里赫特附近集结了约62000人的部队，列队向佐特莱乌行进。由于双方都渴望战斗，他们很快就在一个名为拉米伊的小村庄附近、介乎于默艾涅河与小海特河之间的旱地上相遇了。
在不到四个小时的时间里，马尔伯勒率领的荷兰、英格兰和丹麦部队便打败了维勒鲁瓦和马克斯·埃马努埃尔率领的法国-西班牙-巴伐利亚联军。公爵在战斗中微妙的移动和重点的变化，使对手在战术上处于劣势——当法国人意识到这一点为时已晚。随着敌人溃不成军，盟军得以充分利用他们的胜利。包括布鲁塞尔、布鲁日和安特卫普在内的城镇逐个被攻陷；到这一系列军事行动结束时，维勒鲁瓦的军队已经被赶出了西属尼德兰的大部分地区。随着欧根亲王在意大利北部的都灵之战取得胜利，大同盟令路易十四遭受到了战争以来最大的领土和资源损失。因此，对盟军而言，1706年是一个奇迹年。

## 背景
继1704年在布林德海姆惨败后，法国人于第二年得到些许喘息的机会。盟军总司令马尔伯勒公爵本來打算在1705年的军事行动中通过摩泽尔河谷入侵法国来实现布林德海姆的计划，并说服法国国王路易十四与之媾和，但这个计划受到敌友双方的阻挠。他的荷兰盟友不愿看到驻守本国边界上的军队被调往德意志再赌一场，这使马尔伯勒失去主动权；但更重要的是巴登藩侯也宣布无法前往加强公爵力量去应对即将到来的攻势。这在一定程度上是由于他突然从莱茵河畔调遣部队去增援身处意大利的欧根亲王，以及前一年巴登在突袭谢伦山时严重受伤的脚部创口重新开裂而导致的健康恶化。5月，马尔伯勒还必须抽身应对神圣罗马皇帝利奥波德一世的驾崩和约瑟夫一世的登基，这不可避免使大同盟的问题复杂化。
法国君主的韧性及其将领们的奋勇也给马尔伯勒增加麻烦。维勒鲁瓦元帅对荷兰指挥官奥韦凯克伯爵施加相当大的压力，他于6月10日沿着默兹河拿下于伊，然后向列日挺进。另一方面，由于维拉尔元帅牢牢守住摩泽尔河，补给已经非常短缺的盟军总司令不得不在6月16日取消他的军事行动。维勒鲁瓦欣喜表示：“对马尔伯勒来说，做错误的行动却没有任何结果，真是丢脸”。随着马尔伯勒向北撤退，法军从摩泽尔河谷调集部队去增援佛兰德的维勒鲁瓦，而维拉尔则向莱茵河进发。
英荷联军在西属尼德兰境内埃利克瑟姆的胜利、以及对布拉班特防线的突破（于伊也在7月11日被重新夺回），为失败的摩泽尔军事行动获得少量补偿，但马尔伯勒却错过让法国人参与决战的机会。1705年对公爵而言几乎是完全荒废的，他在军事上的失望只能通过外交战线上的努力而得到部分弥补，在杜塞尔多夫、法兰克福、维也纳、柏林和汉诺威的宫廷裡，马尔伯勒试图加强对大联盟的支持，并为来年军事行动争取到提供紧急援助的承诺。

## 序幕
1706年1月11日，马尔伯勒在结束外交访问后终于返抵伦敦，但他已经在为来季制定战略。第一个选项是计划将其军队从西属尼德兰转移到意大利北部（尽管公爵在多大程度上致力于这样的计划还存在争议）；一到那里，他就打算与欧根亲王联合起来以击败法国人，保卫萨伏依不受侵占。由此，无论是通过山口进入法国，抑或是在海军的支持下经由尼斯和土伦沿地中海海岸入侵（与西班牙的盟军连成一线），萨伏伊都将成为必经的门户。而公爵最青睐的计划似乎是重回摩泽尔河谷（马尔桑元帅最近指挥法国部队的地方），再一次尝试向法国的心脏地带挺进。但这些决定很快变成一纸空谈。当马尔伯勒于4月14日登陆荷兰共和国后不久，便传来盟军在更广泛战争中遭遇重大挫折的消息。
路易十四决意向大同盟展示法国的坚定，准备在阿尔萨斯和意大利北部发动双重突袭。在后一条战线上，旺多姆元帅于4月19日在卡爾奇納托戰役击败帝国军队，使帝国主义者陷入混乱（法军此时已經开始为蓄谋已久的都灵围城战做准备）。在阿尔萨斯，维拉尔元帅出其不意袭击巴登藩侯，并攻占阿格诺，迫使巴登混乱退回莱茵河东岸，从而对兰道构成威胁。由于这些挫折，荷兰人拒绝考虑马尔伯勒雄心勃勃的意大利之行，也拒绝考虑任何可能削弱公爵边界及其军队的计划。为联盟的利益，马尔伯勒只得在低地国家展开行动。

### 行进

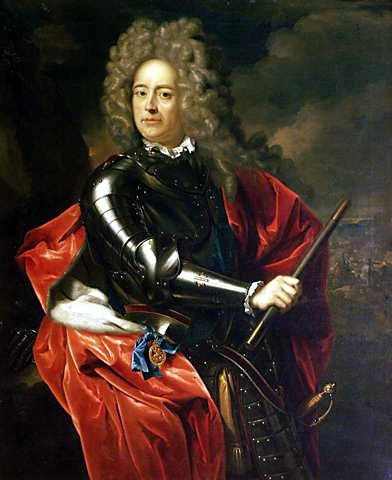
由戈弗雷·科内尔所作的马尔伯勒公爵像

公爵于5月9日离开海牙。“上帝知道我是带着沉重的心情去的”，六天后，他在写给英格兰的朋友兼政治盟友戈多尔芬勋爵的信中写道，“因为我没有希望做出什么重大的事情，除非法国人做出我确信他们不会做的事情”，换句话说，就是诉诸和谈。5月17日，公爵将其麾下的荷兰和英格兰部队集中在马斯特里赫特附近的通厄伦。汉诺威人、黑森人和丹麦人，尽管早前曾作出过承诺，但还是找到或编造了种种理由，拒绝予以紧急援助。马尔伯勒向丹麦分遣部队司令符腾堡公爵写一封呼吁信——“我奉上这封快信，请求殿下派遣您的骑兵加倍行军，以便尽早加入我们……”此外，普鲁士国王腓特烈一世把其部队留在莱茵河后方，因为他与维也纳和海牙国会的个人纠纷仍未解决。尽管如此，公爵想不出为什么法国人会离开自己的坚实阵地而进攻他的军队，即便维勒鲁瓦率先得到马尔桑调来的大量增援。因此在这一点上，他心里没有底。虽然路易十四想要和平，但他希望达成和平的条件是合理的；为此，他需要在战场上取得胜利，并使同盟国相信他的资源絕對不会耗尽。

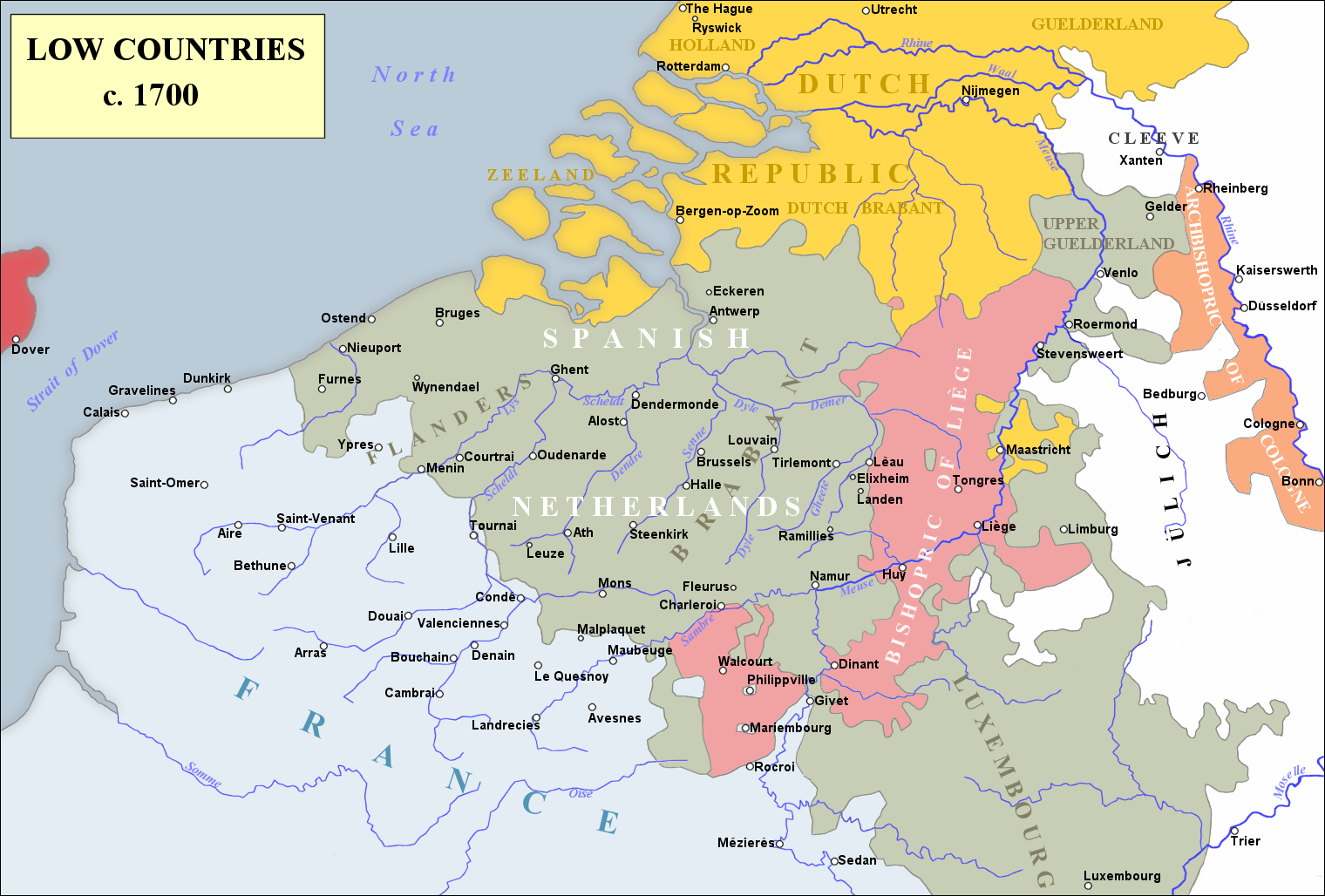
西班牙王位继承战争期间的低地国家地图。拉米伊村位于默艾涅河附近

在意大利和莱茵河沿岸大获成功后，路易十四希望在佛兰德也能取得类似的结果。因此，他并没有在马尔伯勒不知道的情况下采取守势，而是不断刺激自己的元帅采取行动。路易十四的侍从圣西蒙如是写道：“[维勒鲁瓦]开始猜想，国王怀疑他的勇气，并决定立即赌上一切来证明自己”。因此，在5月18日，维勒鲁瓦率领70个营、132个中队和62门大炮，共计约60000名士兵，从鲁汶出发，并越过代勒河寻求与敌人交战。在日益相信自己有能力胜过对手，又受到凡尔赛宫决心为布林德海姆一雪前耻的鼓舞下，维勒鲁瓦及其将领们都期望获得成功。
双方都无法预知冲突发生的确切时刻和地点。法国人先向蒂嫩进发（似乎是为恐吓1705年10月被法军遗弃的佐特莱乌），然后朝南转向若多涅——这一行进使得维勒鲁瓦的的军队被带往默艾涅河与小海特河之间、靠近拉米伊和塔维耶两个小村庄的狭窄旱地中；但双方指挥官都不知道对手已经行进多远。5月22日，维勒鲁瓦仍然认为盟军还有一整天的路程，但实际上后者已经在科斯瓦伦附近扎营，正等待丹麦骑兵中队赶上来；马尔伯勒则认为维勒罗伊还在若多涅，而实际上，对方正在接近圣安德烈山高地，意图在拉米伊附近扎营（见右图）。最终，普鲁士步兵还是未能出现在那里。马尔伯勒在致信居住于柏林的英格兰人雷比勋爵时写道：“如果上帝愿意赐予我们战胜敌人，盟军将不会就此成就对国王[腓特烈]心存感激”。
翌日凌晨1:00，马尔伯勒派军需总长威廉·卡多根率领一支先头部队去侦察维勒鲁瓦军队正在前往的那片旱地，这片郊野是公爵在以前的军事行动中所熟悉的地方。两小时后，公爵率主力部队跟进：有74个营、123个中队、90门加农炮和20门迫击炮，共计62000名士兵。上午8:00左右，当卡多根刚经过梅多普时，他的部队便在让德伦维尔高地边缘与采集草料的一队法国骠骑兵有了短暂的接触。短暂的交火后，法国人撤退，卡多根的龙骑兵继续向前推进。随着薄雾的暂时升腾，卡多根很快就发现大约6公里外整齐划一的维勒鲁瓦先遣部队；遂派人快马赶回去禀告马尔伯勒。两小时后，公爵在荷兰野战司令奥韦凯克元帅、丹尼尔·多普夫将军以及盟军官员的陪同下骑马来到卡多根处。从这里，他可以看到在6公里外法军部署作战庞大队伍布满西侧的地平线。马尔伯勒后来告诉伯内特主教，“这支法国军队似乎是他所见过最好的军队”。

## 战斗

### 战场

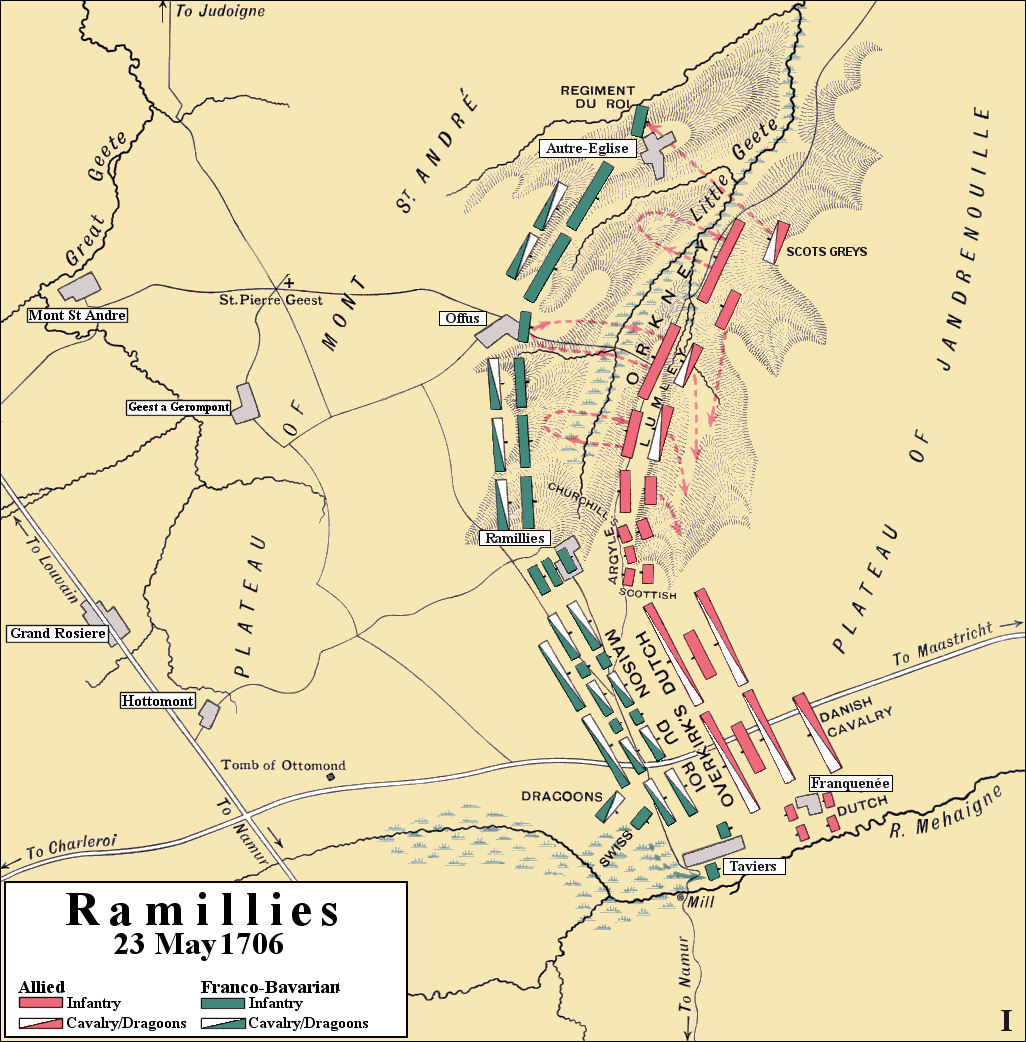
1706年5月23日，拉米伊之战的初始攻势。在南部的塔维耶和拉米伊之间，双方指挥官都部署了大部分的骑兵。正是在这里，马尔伯勒取得了突破。

拉米伊的战场与布林德海姆非常相似，因为这里也有一片广阔的耕地，没有树林或树篱的阻碍。维勒鲁瓦的右翼位于法兰克尼和塔维耶村庄，受到默艾涅河的保护。塔维耶与拉米伊之间有一大片开阔的平原，宽约2公里，但与布林德海姆不同的是，这里没有妨碍骑兵前进的河流。维勒鲁瓦的中央部由拉米伊本身作防护，它坐落在一个略微隆起的高地上，可由此远眺北部和东部。法军的左翼则受到岗峦起伏的地形以及在陡峭而光滑的斜坡间奔流不息的小海特河所保护。在河流的法国一侧，地势上升到奧福斯村庄，它与更北的奥特雷-埃格利斯村一起，是维勒罗瓦左翼的据点。小海特河以西是圣安德烈山高地；另一片平原，即英荷联军集结的让德伦维尔高地，则从东面隆起。

### 初始部署

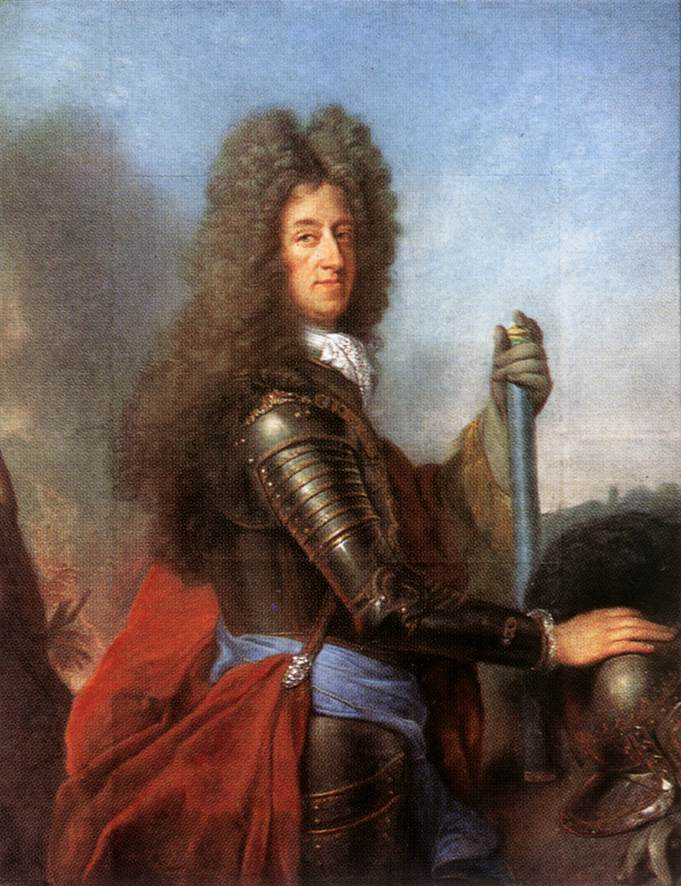
马克西米利安二世·埃马努埃尔，巴伐利亚选帝侯

上午11:00，公爵下令军队按标准阵型作战。在最右边，向着富勒卡夫的方向，英军各营和中队在若什河附近排成两行，各就各位。中部由荷兰人、日耳曼人、瑞士新教徒和苏格兰步兵组成，大约30000人，直面奧福斯和拉米伊。同样是面对拉米伊方向，马尔伯勒放置了三十门24磅重的强力火炮，由一队公牛拖曳就位；更多的炮台被安置在能够俯瞰小海特河的地方。在他们的左侧，即塔维耶和拉米伊之间的广阔平原上，马尔伯勒认为决定性的战斗将在那里发生，遂命奥韦凯克率领69个荷兰和丹麦骑兵中队，在19个营的荷兰步兵和两门大炮的支援下待命。
与此同时，维勒鲁瓦也在部署他的军队。在右侧的塔维耶，他布置了两个瑞士格雷德兵团，另有一支较小的部队在法兰克尼；整个阵地都有默艾涅河的沼泽地作屏障，从而可以有效阻止盟军的侧翼进攻。在塔维耶和拉米伊之间的开阔地带，他为吉斯卡尔将军手下安排了82个骑兵中队，并交替插入法国、瑞士和巴伐利亚的几个步兵旅。在巴伐利亚选帝侯的50个巴伐利亚和瓦隆骑兵中队的支持下，维勒鲁瓦沿着拉米伊－奧福斯－奥特雷－埃格利斯的山脊线部署了瓦隆和巴伐利亚步兵，当中骑兵中队位于后方的圣安德烈山高地上。拉米伊、奧福斯和奥特雷-埃格利斯都挤满了部队，处于防御状态，巷子里也设置了路障，墙壁上布满枪孔。维勒鲁瓦同样在拉米伊附近部署了强力火炮。这些火炮（部分是前一年在埃利克瑟姆首次应用的三管炮）具有良好的射界，能够完全覆盖盟军步兵所必经的让德伦维尔高地。
然而，马尔伯勒注意到法国人的部署有几个显著的弱点。从战术上看，维勒鲁瓦必须在其右方占据塔维耶、在其左方占据奥特雷-埃格利斯，但若采取这种姿态，他的部队就会被迫过度扩张。再则，这种面向盟军的凹形部署，使马尔伯勒有机会在法国新月形的两角之间形成一个更紧凑、更短的战线；当盟军的打击来袭时，它会更集中、更有分量。此外，公爵的部署使其部队比敌人更容易越过前线，这是一种战术优势，随着下午活动的展开，这种优势将变得更加重要。尽管当盟军在让德伦维尔高地部署时，维勒鲁瓦可以选择包围他们的侧翼，但公爵正确地判断出，这位一贯谨慎的法国指挥官打算在山脊线进行一场防御战。

### 塔维耶

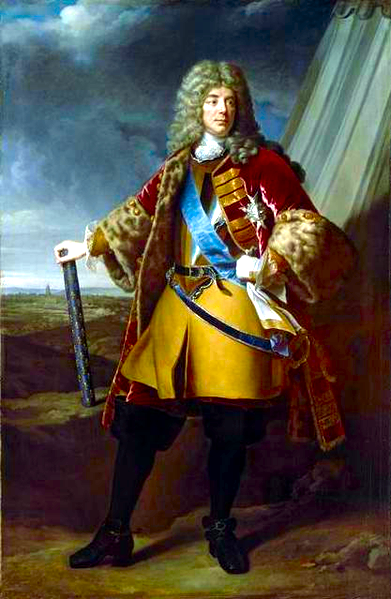
法国元帅、维勒鲁瓦公爵弗朗索瓦·德·纳维尔。拉米伊之战是他最后一次指挥作战

下午1:00，炮台开始射击；不久之后，盟军的两个纵队从战线的末端出发，向法国-巴伐利亚联军的侧翼发起进攻。在南面，荷兰卫队在韦特穆勒上校的指挥下，带着两门野战炮前来夺取法兰克尼村。村子里的小规模瑞士卫戍部队，因突如其来的猛烈袭击而动摇，并在没有后方各营支援的情况下，很快被逼回塔维耶村。塔维耶对法巴联军的地位尤为重要：它在开阔的平原上保护了吉斯卡尔将军本就没有支援的侧翼骑兵部队；与此同时，它可使法国步兵对于向前进入阵地时的侧翼荷兰和丹麦骑兵中队构成威胁。然而，刚刚撤退的瑞士人尚未及回到他们的同伴那里，荷兰卫队又重新发起了进攻。小巷和村舍之间的战斗很快演变成了激烈的刺刀和棍棒肉搏战，但荷兰人在火力方面的优势很快便展现出来。经验丰富的法国军官让·马丁·德·拉·科洛尼上校站在附近的平原上回忆道:“这个村庄是交战的开始，那里的战斗之惨烈程度几乎是其他战斗之和”。到下午3:00左右，瑞士人已经被赶出村庄，进入了远处的沼泽地。
维勒鲁瓦的右翼陷入混乱，此刻处于开放和脆弱的状态。吉斯卡尔得知这一情况后，下令驻扎在后方的14个法国龙骑兵中队立即发动攻击。另外两个瑞士格雷德兵团也被派去，但攻击协调不力，因此是场面相当零碎。至此，英荷联军的指挥官们派出了下马的荷兰龙骑兵进入塔维耶，这些骑兵连同荷兰卫队及野战炮，向前进中的法国部队集中开火。瑞士兵团司令多比尼上校身负重伤。
当法军的队伍动摇时，符腾堡公爵麾下丹麦战马的领头骑兵连已不再受到来自两个村庄的敌人火力牵制，遂也被派去进攻，扑向法-瑞步兵和龙骑兵所暴露的侧翼。德·拉·科洛尼和他的红色掷弹兵团、以及随行的科隆卫队，此时受命从拉米伊以南的阵地向前推进，以支援对塔维耶不太有效的反击。但当他到达时，一切都是混乱的——“我的部队刚一抵埗，前面的龙骑兵和瑞士人就全速冲向我的部队……我的同伴们转身便跟他们一起逃跑了”。科洛尼设法集结了他的一些掷弹兵，以及法国龙骑兵和瑞士格雷德兵团的残余部队，但这完全是一项外围行动，只能为维勒鲁瓦的右翼提供脆弱的支持。

### 奥福斯及奥特雷-埃格利斯

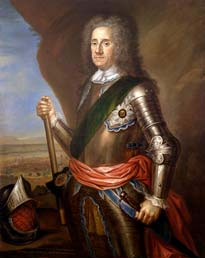
奥克尼伯爵乔治·汉密尔顿，英格兰陆军元帅

正当对塔维耶的攻击持续进行时，奥克尼伯爵发动其身处第一线的英格兰人越过小海特河，向盟军右翼的奥福斯及奥特雷-埃格利斯村障碍发起了坚决的进攻。维勒鲁瓦驻扎在奥福斯附近，焦急地注视着红衫兵的前进，心中惦记着5月6日路易十四给他的忠告：“要特别注意这条战线，因为它将经受英格兰部队的第一波冲击”。法国司令官听取了这个建议，开始从他的中央阵地转移几个营来增援左翼，再从已被削弱的右翼吸收更多的兵力来代替他们。
英军各营在小海特河谷的缓坡上挣扎着穿过泥泞的溪流时，遇到了从奥弗斯附近赶来、由德拉吉什少将率领的纪律严明的瓦隆步兵。瓦隆人集中群射，使英军伤亡惨重，继而有条不紊地向山脊线撤退。英军花了一些时间在河对岸的旱地上重整队伍，然后沿着斜坡向山脊上的农舍和路障进发。然而，英军的进攻势头是如此坚决，以至于他们有可能突破村庄的防线，进入圣安德烈山后方的开阔高地。这对盟军步兵而言是个潜在的危险，有可能会落入在高地上耐心等待行动命令的巴伐利亚选侯和瓦隆骑兵中队的股掌之间。
虽然亨利·拉姆利的英格兰骑兵已经成功穿过了小海特河附近的沼泽地，但马尔伯勒很快就意识到，没有足够的骑兵支援是行不通的，盟军右翼也不可能赢得这场战斗。因此，公爵取消了对奥福斯及奥特雷-埃格利斯的进攻。为了确保奥克尼服从他的撤退命令，马尔伯勒派出军需总长亲自去指挥。尽管奥克尼提出抗议，卡多根仍坚持公爵的旨意，前者只得极不情愿地下令，让其部队撤回让德伦维尔高地边缘的原阵地。至今尚不清楚奥克尼的计划推进了多远或仅是一种佯攻；根据历史学家大卫·钱德勒的说法，更准确的推测可能是马尔伯勒发起了一场认真的探查，目的是试探该板块的虚实。无论如何，这次攻击达到了目的。这一侧翼引起了维勒鲁瓦的特别关注，并用庞大的兵马加强了队伍——他们本应参加拉米伊南部的决定性战斗。

### 拉米伊

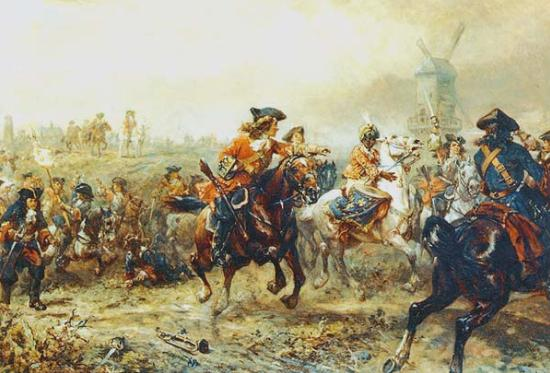
《拉米伊的王家战马》（1706年），作者不详

与此同时，荷兰人对拉米伊的突击正在加快步伐。马尔伯勒的胞弟，步兵上将查尔斯·丘吉尔，命令四个旅的步兵进攻村庄。这次突击由舒尔茨和斯帕尔少将率领的十二个荷兰步兵营、舒伦堡伯爵率领的一个萨克森旅、第二代阿盖尔公爵率领的一个驻荷苏格兰旅、以及一个瑞士新教徒小型旅所共同组成。在拉米伊的20个法国和巴伐利亚营，是由参加了“飞翔的野鹅军”而离开爱尔兰加入克莱尔龙骑兵团的爱尔兰人作支援，后者以步兵身份作战，并成功从英国第三步兵团缴获了一面旗帜；而由马费伊藩侯率领的科隆和巴伐利亚近卫军的一个小型旅，展开了顽强的防御，最初击退了进攻者，但损失惨重，正如《克莱尔的龙骑兵》（Clare's Dragoons）这首歌所纪念的那样。
看到舒尔茨和斯帕尔步履蹒跚，马尔伯勒此时命令奥克尼的第二线英格兰和丹麦营（他们没有被派去攻击奥福斯及奥特雷-埃格利斯）向南朝拉米伊移动。由于被地面上的一处轻微褶皱挡住了视线，他们的指挥官、范帕兰特准将遂下令将营旗留在高地边缘，让敌人相信他们还在原来的阵地上。因此，法国人并不知道盟军在小海特河另一侧的真正实力和意图，马尔伯勒正全力进攻拉米伊和南部的广阔平原。与此同时，维勒鲁瓦仍在向他的左翼派出更多的后备步兵；至关重要的是，法国司令官过了一段时间才注意到盟军部署重点的微妙变化。

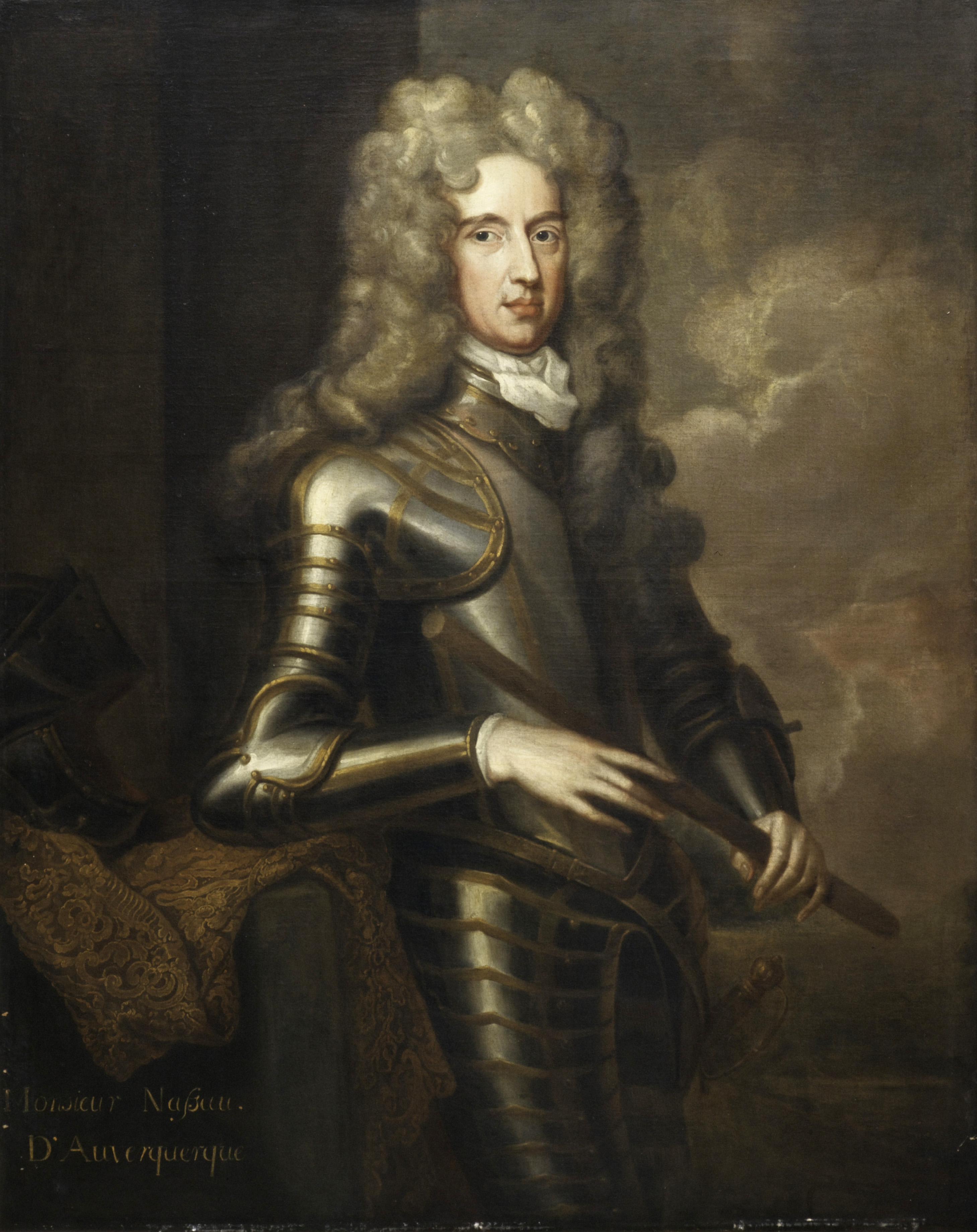
奥韦凯克伯爵亨德里克·范·拿骚

下午3:30左右，奥韦凯克率领他集结的中队在开阔的平原上助力步兵进攻拉米伊。奥韦凯克的48支荷兰骑兵中队，在左侧的21支丹麦骑兵中队的支援下稳步向敌人挺进（目的是不令马匹过早疲劳），然后开始小跑，以获得冲锋的动力。弗基耶尔侯爵在战斗后写下了这一场景：“他们排成四行前进……当他们接近时，便交替将第二行和第四行插入第一行和第三行之间；因此，当他们向我们进攻时，他们只形成了一条战线，中间没有任何空隙”。

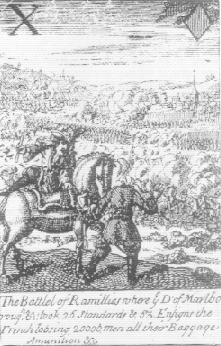
方块十：布林菲尔德的断头。西敏寺北廊的布林菲尔德纪念碑便是为此事件而立。

最初的冲突有利于荷兰和丹麦中队。维勒鲁瓦剥离了步兵队伍去增援左翼，这使得人数上的差距更加悬殊，奥韦凯克的骑兵得以轻易把法国的第一线（马匹线）逐回他们的第二线（中队线）。这条线也受到了巨大的压力，因此被迫进一步退回到他们的第三线（骑兵线）和仍然留在平原上的几个营内。但这些法国骑兵都是路易十四的法国皇家近卫骑兵中最优秀的骨干之一，并得到了四支巴伐利亚精锐胸甲骑兵中队作辅助。在吉斯卡尔的精干领导下，法国骑兵重整旗鼓，成功地击退了盟军骑兵中队。在奥韦凯克的右翼，也就是靠近拉米伊的地方，他的十个骑兵中队突然溃散，于是荷兰指挥官急匆匆地向后方赶去恢复秩序，使得盟军攻击拉米伊的左翼暴露在危险之中。尽管缺少步兵支援，吉斯卡尔还是派出了他的骑兵，试图将盟军一分为二。
一场危机正威胁着盟军的阵形中央，但马尔伯勒立刻从他的有利位置意识到了这一局面。盟军指挥官此时召集右翼骑兵增援他的中央部，只留下英格兰中队支援奥克尼。得益于战场上的硝烟和有利的地形，维勒鲁瓦没有注意到对手的重新部署，也没有打算转移他自己的50个未使用中队中的任何一个。在等待生力援军到来的同时，马尔伯勒召集了一些陷入混乱的荷兰骑兵，毅然投身于混战之中。但他的个人参与险些导致自己的灭亡。一些法国骑兵认出了公爵，向他的队伍冲过来。马尔伯勒的坐骑跌倒了，公爵也摔了下来——“马尔伯勒大人堕马了”，奥克尼后来如是写到。这是战斗的关键时刻。一位目击者回忆称，“默里少将看到他倒下，便带着两个瑞士营急忙赶来救他，阻止了敌人一路乱砍乱撞”。幸运的是，马尔伯勒新任命的副官理查德·莫尔斯沃思策马前来营救公爵，并赶在默里纪律严明的队伍击退追赶的法国士兵之前，成功逃脱。
短暂的停顿之后，马尔伯勒的掌马官布林菲尔德（或宾菲尔德）上校牵来了公爵的另一匹备用马；但在帮助他骑上坐骑时，不幸的布林菲尔德被一颗偏离正路的炮弹击中，头颅被削掉。有一种说法是，炮弹从司令官的两腿之间掠过，然后击中了不幸的上校，他的躯干倒在了马尔伯勒的脚边，这一场景后来被描绘在当时一组骇人的扑克牌中。尽管如此，危机还是解除了，公爵得以安排从右翼前来增援的骑兵阵位，而幸灾乐祸的维勒鲁瓦却没有注意到这一点。

### 突破

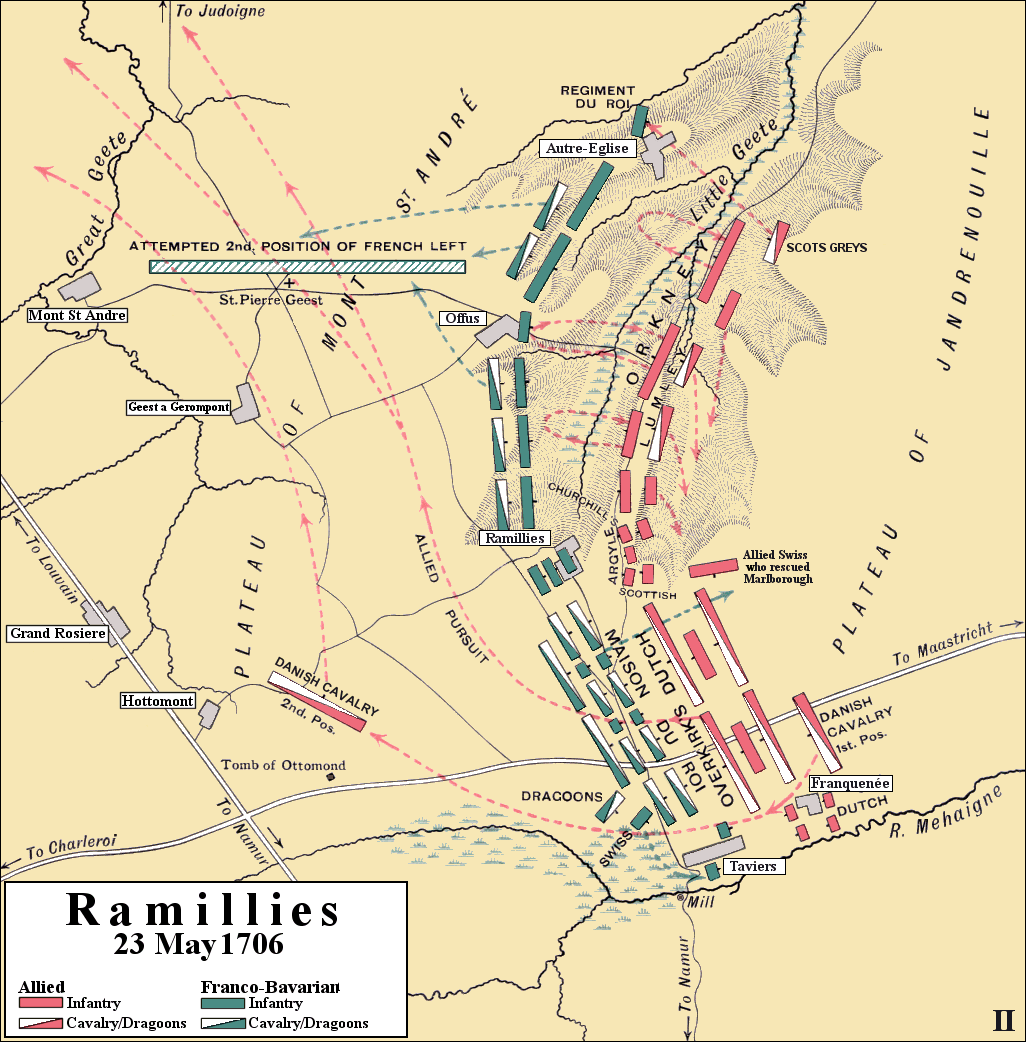
盟军中队从北方转移到南方，使他们在这片平原上与大约25000名法国骑兵密集交火时具有5:3的人数优势。

大约下午4:30的时候，两军在纵贯6公里的战线上紧密接触：从南部沼泽的小冲突，到广阔平原上的骑兵大战，再到中部拉米伊的激烈搏斗；而在北部的奥福斯和奥特雷-埃格利斯村舍周围，奥克尼和德拉吉什正隔着小吉特河严阵对峙，也准备重启战端。
转移中队的就位开始令局面向盟军一方倾斜。由于疲惫和伤亡人数不断增加，吉斯卡尔的各中队在平原上作战的人数劣势终于显露了出来。由于早前未能守住或夺回法兰克尼和塔维耶，吉斯卡尔的右翼已经暴露出来，在他们的战线的右侧出现了致命的缺口。利用这个缺口，符滕堡的丹麦骑兵向前猛冲，迂回着穿透法国皇家近卫骑兵的侧翼，而后者的注意力几乎完全集中在阻挡荷兰人上。21个丹麦骑兵中队几乎毫无抵抗地向前推进，他们在奥图蒙坟冢附近的法国人后方重新编队，然后向北越过圣安德烈山高地，直面维勒鲁瓦军队暴露的侧翼。
随着从南部骑兵对抗归来的盟军终极援兵终于就位；马尔伯勒在左翼的优势已无可撼动，他的快速行动计划控制了战场。现在，孤注一掷的维勒鲁瓦试图重新部署其50个未使用过的骑兵中队，形成从从奧福斯向南延伸至圣安德烈山的一条防线，但为时已晚——这些法国部队还来不及收拾安扎在当地的辎重和帐篷。盟军指挥官此时命令他的骑兵向人数严重落后的法国和巴伐利亚骑兵进发。吉斯卡尔的右翼由于没有适当的步兵支援，无法抵抗进攻，于是掉转马头向北，溃不成军，逃之夭夭。即便是当前由维勒鲁瓦在拉米伊后方紧急拼凑起来的中队也无法抵挡攻势。“我们的撤退还不到四十码”，为法国服役的爱尔兰上尉彼得·德雷克回忆道，“当时，‘逃命吧’（sauve qui peut）的呼喊声即使没有传遍整个军队，也传遍了军队大部分，使一切陷入混乱”。
在拉米伊，盟军步兵在从北而来的英格兰部队增援下，终于突围而出。皮卡第兵团坚守阵地，但遭到博斯威克上校的苏格兰-荷兰兵团和英格兰援军的夹击。博斯威克战死沙场，为法国服役的爱尔兰人第五代克莱尔子爵查尔斯·奥布赖恩在率其兵团作战时也阵亡了。马费伊藩侯试图用他的巴伐利亚和科隆近卫军作最后的抵抗，但结果是徒劳的。他后来回忆称，他注意到一群骑兵正从南方快速逼近：“我走到最近的一个中队去指示他们的军官，但他们非但没有听[我的]，反而立即把我包围起来，请求我饶恕他们”。

### 追击
通往北部和西部的道路上挤满了逃亡者。奥克尼此时派他的英格兰部队重新渡过小海特河，再次袭击奧福斯，在那里，德拉吉什的步兵已经开始在混乱中散去。在步兵的右边，约翰·海伊勋爵的“苏格兰灰骑兵”也选择了穿行过河，并向奥特雷-埃格利斯境内的王家步兵团发起冲锋。“我们的龙骑兵”，约翰·迪恩写道，“向村庄推进，对敌人进行了可怕的屠戮”。巴伐利亚的掷弹骑兵队和选侯亲卫队回收阵形，在维勒鲁瓦与选侯周围形成保护盾，但被拉姆利的骑兵驱散。法国和巴伐利亚的两位司令官被困在逃离战场的逃亡大军中，侥幸躲过了科尼利厄斯·伍德将军的追捕；伍德不知道他们的身份，只好逮捕了两名巴伐利亚中将了事。在最南部，科洛尼旅的残余部队朝着法国占据的那慕尔城塞的相反方向前进。
撤退变成了溃逃。个别盟军指挥官推动他们的部队向前追击，使得被打败的敌人没有机会复原。不久，盟军的步兵就无法跟上，但他们的骑兵却松开了缰绳，穿过夜色，奔向代勒河的渡口。然而，午夜过后不久，马尔伯勒终于在距离主战场19公里外的梅尔德特附近叫停了追击。德雷克上尉写道:“看到这支强大的军队仅残存一小撮的惨状……着实令人震惊”。

## 影响

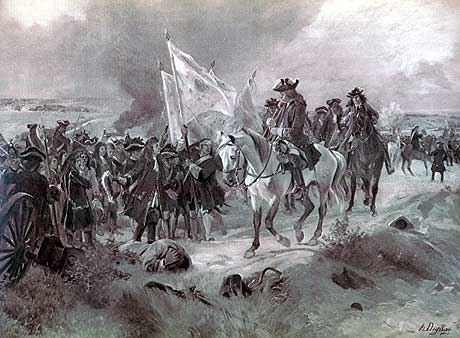
马尔伯勒在拉米伊

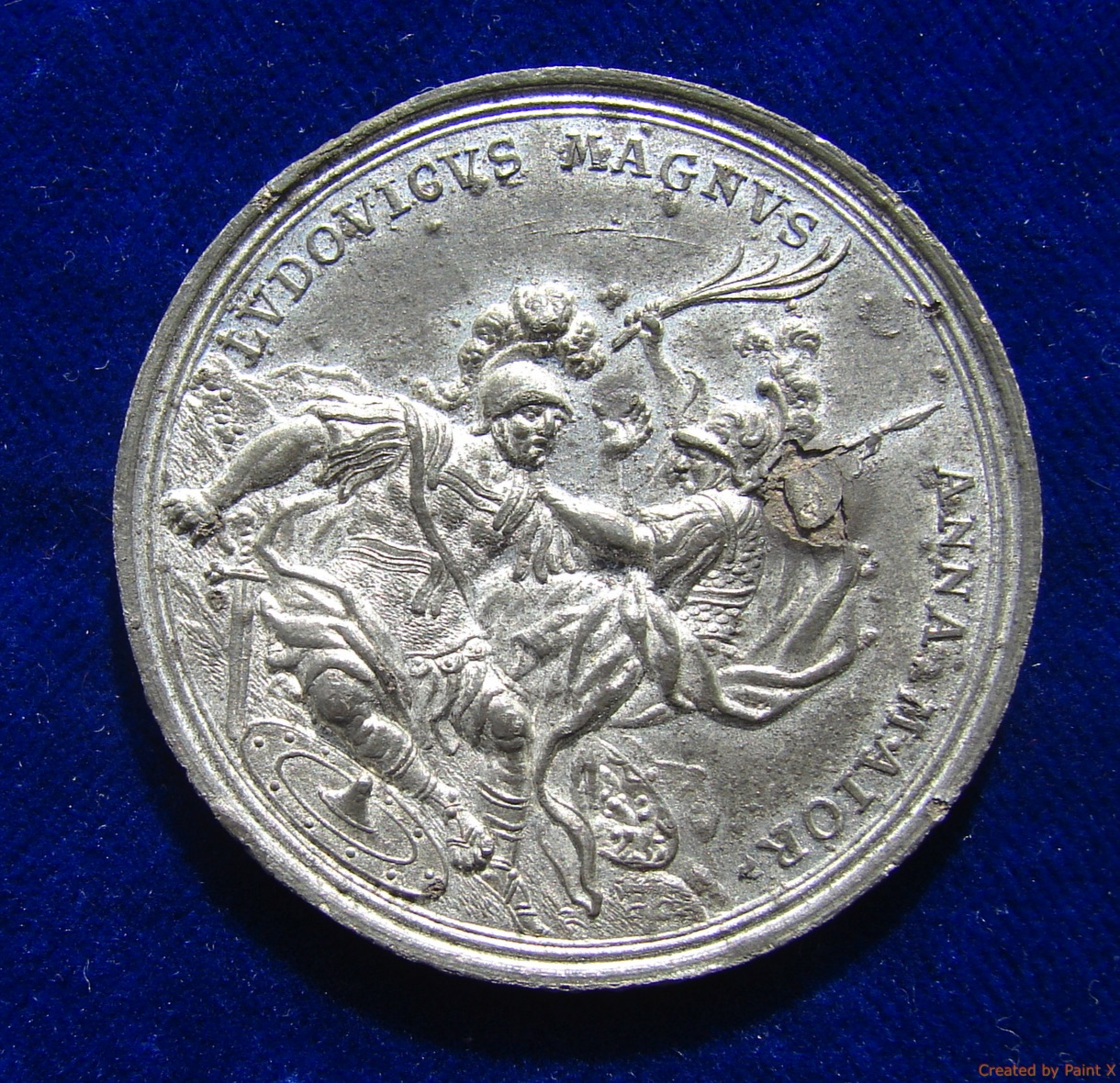
1706年的德意志战争宣传奖章。正面是化身罗马战士的路易十四被化身弥涅耳瓦的安妮女王所征服。

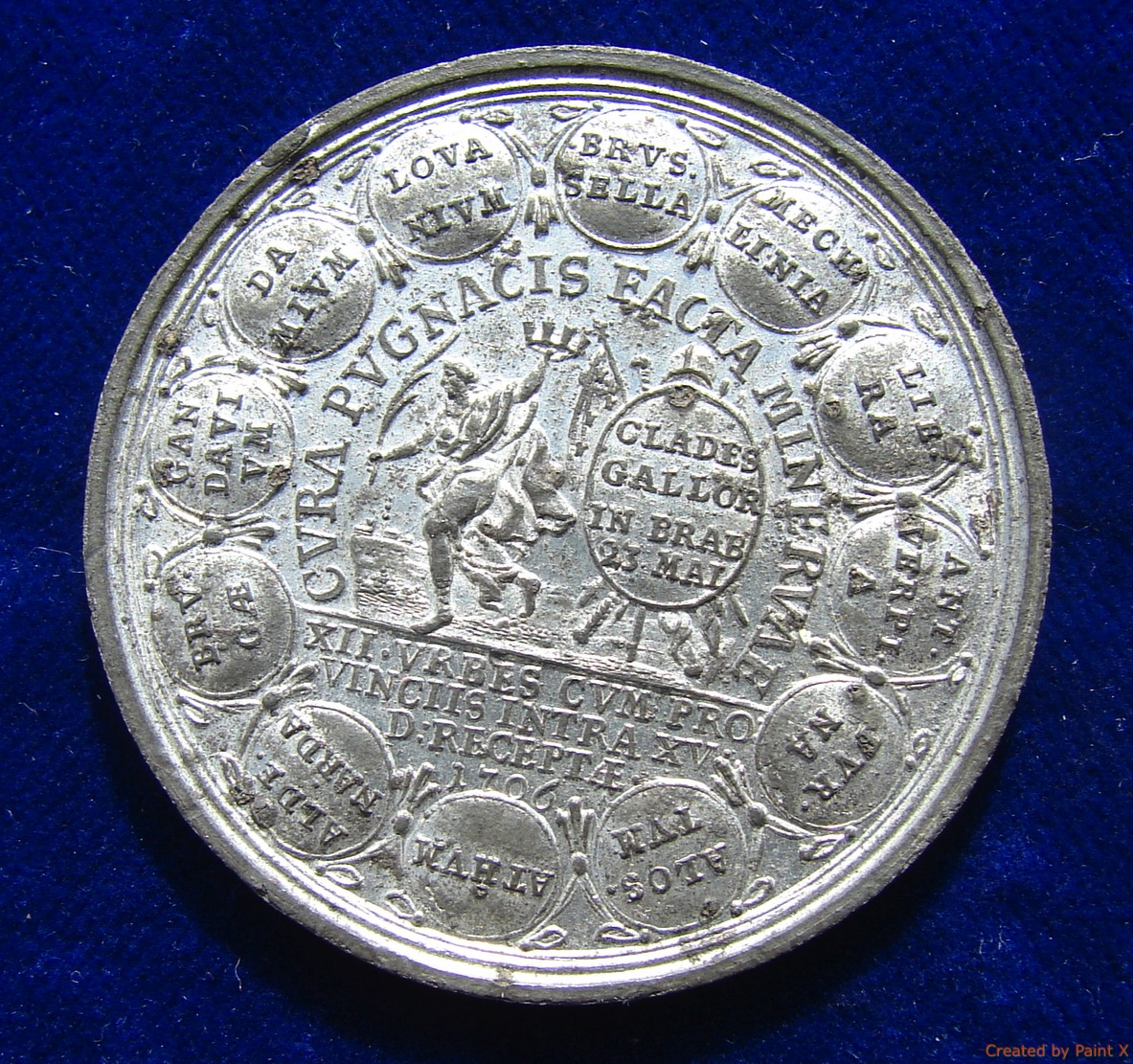
奖章背面展示了盟军在拉米伊之战后所占领的12座佛兰德城镇：布鲁塞尔、梅赫伦、利尔、安特卫普、弗尔讷、阿尔斯特、阿特、奥德纳尔德、布鲁日、根特、达默、鲁汶。

维勒鲁瓦的军队已经溃不成军；伤亡人数的不平衡充分体现了路易十四军队所遭受的灾难程度。此外，数以百计的法国士兵都成为了逃亡者，当中的许多人再也不会重新入伍。维勒鲁瓦还损失了52门大炮和他的整队舟桥纵列工程兵。用维拉尔元帅的话来说，法国人在拉米伊的失败是“最可耻、最屈辱和最具灾难性的溃败”。
一个接一个的城镇都向盟军投降。1706年5月25日，鲁汶沦陷；三天后，盟军进入了西属尼德兰的首都布鲁塞尔。马尔伯勒意识到拉米伊的早期胜利所带来的巨大机遇，遂从布鲁塞尔给罗伯特·哈利致信写到，“现在有整个夏天[的时间]摆在我们面前，上帝保佑，我将充分利用它”。梅赫伦、利尔、根特、阿尔斯特、达默、奥德纳尔德、布鲁日，以及6月6日的安特卫普，相继都被马尔伯勒的胜利之师击败，并且像布鲁塞尔一样，宣布效忠于奥地利的西班牙王位继承人卡尔大公。维勒鲁瓦已无力阻止崩溃的进程。当路易十四得知这场灾难时，便从意大利北部召回旺多姆元帅指挥佛兰德；但在总司令一职易主之前，还需要数周的时间。

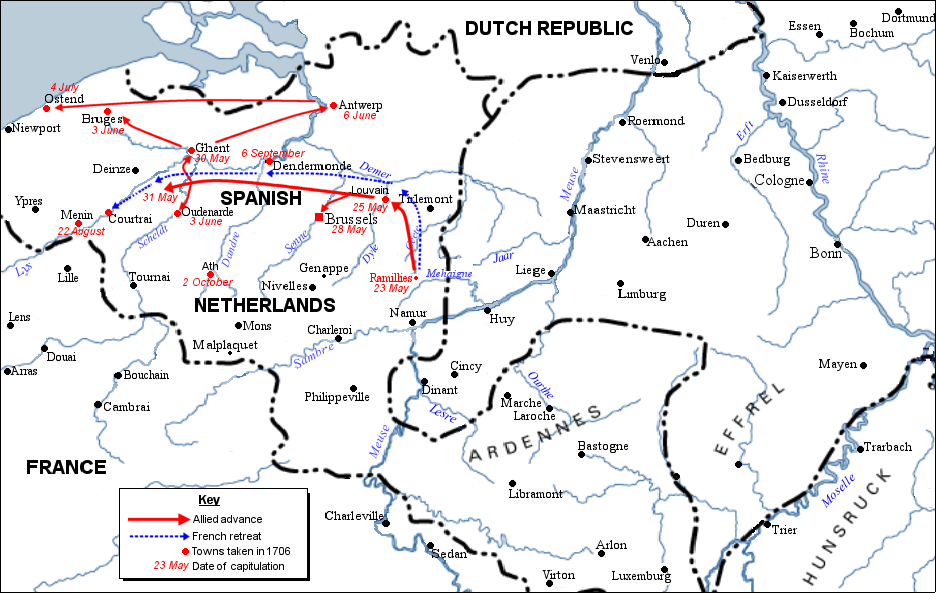
盟军于1706年拉米伊系列军事行动中的收获（注：投降日期因来源而略有不同）

随着盟军胜利的消息传开，被各自君主耽搁已久的普鲁士、黑森和汉诺威的部队都急切地加入了对溃败的法国和巴伐利亚军队的追击。“我认为”，马尔伯勒疲倦地写道，“这要归功于我们最近的成功”。与此同时，奥韦凯克于7月4日占领了奥斯坦德港口，从而开辟了一条直接通往英吉利海峡的交通和补给通道，但盟军在攻击登德尔蒙德方面进展甚微，登德尔蒙德总督德瓦利侯爵一直在顽强抵抗。直到后来卡多根和丘吉尔前来主持进攻，该镇的防御才开始瓦解。
旺多姆于8月4日正式接管佛兰德；维勒罗瓦再也不会被委任重大指挥权——“我无法预见我生命中还会有幸福的一天，直至我死去”。路易十四则对他的老朋友给予了更多的宽容：“在我们这个年纪，元帅，不能再指望好运了。”与此同时，马尔伯勒正忙于攻击法国人在梅嫩精心构建的防御工事，经过一场代价高昂的围城战后，该镇于8月22日投降。登德尔蒙德最终于9月6日投降，随后是1706年10月2日被最后征服的阿特。到马尔伯勒结束拉米伊的相关军事行动时，他已将默兹河以西、桑布尔河以北的大部分西属尼德兰领土内的法国人都赶了出去——对于英格兰公爵而言，这是一次无与伦比的作战胜利，但它并不具有决定性意义，因为这些成就也未能使法国屈服。
盟军面临的首要问题是如何与西属尼德兰打交道，因为这个问题在奥地利人和荷兰人之间是截然相反的。神圣罗马皇帝约瑟夫一世代表其胞弟、不在西班牙的国王“卡洛斯三世”行使权力，宣称重新征服的布拉班特和佛兰德应该立即归他自己指定的总督管辖。然而，为确保胜利而提供了大部分兵力和资金的荷兰人（奥地利人什么也没提供）则一直宣称对该地区的控制权直到战争结束，并在和平之后要求继续驻守壁垒要塞——这些要塞要比1701年被路易十四轻易攻陷时要更加坚固了。马尔伯勒在两派之间进行调解，但他更倾向于荷兰人的立场。为了动摇公爵的意见，皇帝甚至委派马尔伯勒担任西属尼德兰的总督。这是一个诱人的提议，但他以盟军的名义拒绝了。最终，在战争期间，新赢得的领土由英格兰与荷兰共和国共同控制；之后它将被移交给“卡洛斯三世”直接统治，但必须保留荷兰人壁垒，其范围和性质尚待解决。
与此同时，在上莱茵地区，由于一个营接一个营被北派支援在佛兰德溃败的法军，维拉尔被迫进入守势；现在，他再也不可能重新夺回兰道了。对于盟军而言，进一步的好消息来自意大利北部：9月7日，欧根亲王在皮埃蒙特的首府都灵之前击溃法军，将法国-西班牙部队逐出了意大利北部。只有在西班牙，路易十四才收到了好消息——米纳斯与戈尔韦被迫从马德里撤退至巴伦西亚，波旁家族的西班牙国王费利佩五世得以于10月4日重新进入首都。总体而言，形势发生了巨变，路易十四开始寻求方案来结束这场对法国来说正迅速走向毁灭的战争。对安妮女王来说，拉米伊之战同样具有最重要的意义，她表示：“感谢上帝，现在我们拥有了一个充满希望的和平前景”。然而，盟军的分裂却导致胜利的势头未能延续，反而使路易十四得以扭转在都灵和拉米伊遭受的那些重大挫折。

## 伤亡
法国人的伤亡总数无法精确统计，因为法国-巴伐利亚联军在当日的溃败相当彻底。大卫·G·钱德勒在《军事指挥家马尔伯勒》一书中给出的法国伤亡人数与《欧洲战场指南》是一致的，即12000人阵亡和负伤，另有7000人被俘。詹姆斯·福克纳在《拉米伊1706：奇迹年》中也指出有12000人死伤，并有“多达10000人”被俘。在《軍事醫學史註釋》中，加里森將法国伤亡和失蹤人數定為13,000人。。在《柯林斯军事历史百科全书》中，迪普伊将维勒鲁瓦的伤亡人数定案为8000人，另有7000人被俘。尼尔·利滕引用法国的档案资料提出，有7000人阵亡和负伤、6000人被俘，还有2000人选择当逃兵。约翰·米尔纳的回忆录——《日记摘要（1733年）》则更为具体，记录了维勒鲁瓦麾下有12087人遇害或负伤，另有9729人被俘。然而，在《马尔伯勒》一书中，科雷利·巴奈特甚至认为总伤亡人数高达3000人至15000人，另有15000人被俘。特里维廉估计维勒鲁瓦的伤亡人数为13000人，但其补充表示，“他因逃兵而造成的损失可能是这个数字的两倍”。科洛尼在他的《老征战者编年史》中省略了伤亡数字；但圣西蒙在他的《回忆录》中指出有4000人遇难，再加上“有许多其他人负伤、许多重要人物沦为阶下囚”。此外，伏尔泰也在《路易十四时代》中记载：“法国人在那里损失了两万人”。

### 脚注
1. 1 2 3  Lynn，第308页
2. 1 2  Falkner
3. ↑  Grant 2017，第398頁.
4. 1 2  Garrison，第141页
5. 1 2  McNally，第90页
6. ↑  Chandler 03，第137页
7. 1 2  Barnett，第140页
8. 1 2  Chandler 03，第154页
9. ↑  Falkner，第18页
10. ↑  Chandler 03，第157页
11. ↑  Lynn，第298页
12. ↑  Barnett，第152页
13. ↑  Chandler 03，第164页
14. ↑  Barnett，第158页
15. 1 2 3  Trevelyan，第102页
16. ↑  Chandler 03，第169页
17. ↑  Barnett，第159页
18. 1 2  Chandler 03，第168页
19. ↑  Falkner，第33页
20. ↑  Barnett，第160页
21. ↑  Falkner，第38页
22. ↑  Chandler 03，第170页
23. ↑  Trevelyan，第103页
24. ↑  Saint-Simon，第298页
25. 1 2  Trevelyan，第104页
26. 1 2  Chandler 03，第172页
27. 1 2  Barnett，第161页
28. ↑  Trevelyan，第106页
29. 1 2  Barnett，第162页
30. ↑  Barnett，第163页
31. ↑  Chandler 03，第173页
32. ↑  Falkner，第50页
33. 1 2  Falkner，第51页
34. ↑  Chandler 98，第30页
35. 1 2  Lynn，第304页
36. ↑  Falkner，第55页
37. 1 2  Chandler 98，第31页
38. ↑  Falkner，第57页
39. ↑  Colonie，第306页
40. ↑  Falkner，第61页
41. 1 2  Colonie，第309页
42. 1 2 3  Chandler 03，第175页
43. ↑  Falkner，第65页
44. ↑  Falkner，第69页
45. ↑  Falkner，第91页
46. 1 2  Chandler 03，第176页
47. ↑  Falkner，第75页
48. ↑  Falkner，第77页
49. ↑  Falkner，第78页
50. ↑  Colonie，第313页
51. ↑  Falkner，第80页
52. ↑  Trevelyan，第113页
53. ↑  Falkner，第81页
54. ↑  Falkner，第82页
55. ↑  Falkner，第83页
56. 1 2 3  Barnett，第168页
57. ↑  Falkner，第85页
58. 1 2 3  Chandler 03，第177页
59. ↑  Falkner，第87页
60. ↑  Trevelyan，第116页
61. ↑  Falkner，第92页
62. ↑  Trevelyan，第115页
63. ↑  Falkner，第94页
64. ↑  Falkner，第95页
65. 1 2  Falkner，第98页
66. ↑  Chandler 03，第178页
67. ↑  Colonie，第316页
68. ↑  Lynn，第306页
69. 1 2  Falkner，第102页
70. ↑  Trevelyan，第118页
71. 1 2  Falkner，第105页
72. ↑  Chandler 03，第179页
73. ↑  Trevelyan，第121页
74. 1 2  Chandler 03，第181页
75. ↑  Falkner，第116页
76. ↑  Falkner，第118页
77. ↑  Falkner，第119页
78. ↑  Chandler 03，第182页
79. ↑  Trevelyan，第132页
80. 1 2  Trevelyan，第135页
81. ↑  Lynn，第309页
82. ↑  Gregg，第216页
83. ↑  Lynn，第312页
84. ↑  Chandler 03
85. ↑  Chandler 98
86. ↑  Dupuy
87. ↑  Barnett
88. ↑  Trevelyan
89. ↑  Colonie
90. ↑  Saint-Simon
91. ↑  Voltaire